# Введенский Островной монастырь
Покро́вская Введе́нская Островна́я пу́стынь (Введенский Островной монастырь) — православный женский (в прошлом мужской) монастырь. Подворье Александровской епархии Русской православной церкви. Расположен на острове посреди Вятского (ныне — Введенского) озера, в 4 км от города Покрова Владимирской области.

## История
Монастырь основан в самом конце XVII в. иноками Антониевой пу́стыни Сергием и Тимофеем, удалившимся на остров Вятского озера и поставившими там деревянную часовню и деревянную же келью. Уединение, по преданию, длилось недолго — о «старцах» пошёл слух по округе и начали приходить желающие стать насельниками новой пу́стыни. Иноки принимали всех. К началу нового, XVIII в., островная братия настолько умножилась, что было принято решение просить о благословении на постройку собственного островного храма. Что и было сделано.

### XVIII век
В декабре 1708 г. была получена грамота от Местоблюстителя Патриаршего престола, Митрополита Рязанского и Муромского Стефана (Яворского), в которой монахи благословлялись:
…на Вятском озере, на острову, на угодном церковному строению месте … построить церковь во имя Введения Пресвятой Богородицы…
Храм был построен в центре острова, на очищенном от леса месте, и 14 января 1710 г. освящён приехавшим из Москвы иеромонахом Иоакинием. Был тот храм деревянным:
… осмерик, а поверх шестерик, крыша тёсом, глава и шея обиты чешуёю деревянной, на главе крест деревянный опаен жестью …
Прежнюю островную часовню перенесли на Владимирский тракт и использовали в дальнейшем «для сбору от доброхотных дателей денег на содержание монастыря». Часовня простояла возле дороги до 1740-х гг., доход приносила небольшой, неоднократно разграблялась и, в конце концов, была разобрана покровским священником Григорием Фадеевым. Несколько времени спустя её возобновили, но уже каменной, а в 1880-е годы — когда Владимирская дорога сместилась — часовня была перенесена вслед за трактом. Возле неё построили одноэтажный кирпичный дом для монахов-послушников. Ежегодно, до 1918 г., в Ильин день от пу́стыни к часовне совершался Крестный ход.
Инок Сергий по постройке храма был рукоположён в иеромонахи и назначен первым настоятелем (строителем) монастыря. Его наставничество длилось недолго — в 1713 г. он умер, и на его место из Москвы был прислан монах Нектарий.
Вятское озеро, равно как и земли вокруг, являлись вотчиной князей Голицыных. С возникновением пустыни Голицыны отдали озеро и сам остров в собственность монастыря. Передача была безвозмездной. В 1711 г. — ещё при Сергии — монастырской братии отошли рыбные промыслы, ранее принадлежавшие Антониевой пу́стыни:
Лета 1711 июня 11 дня по указу Великого Государя … отданы по разряду … рыбные ловли Антониевы пустыни … озеро Вяцкое … и большое озеро Беленское … из него проток в Шитское озеро … озеро Ланковское … для того, что прежние обротчики отказали, а вновь никого не нашлось, а оброку платить ему строителю с братией присланного канцелярского три рубли шестнадцать алтын четыре деньги …
Иными словами, налог на рыбную ловлю в названных озёрах платить было некому, и промысел отдали — с обязательством этот налог платить — только что возникшему монастырю. Монастырь же плохо справлялся с отчислениями в казну, бедствовал — сбор денег в городах и на Владимирском тракте не спасал, — и в 1722 или 1724 г. потерял самостоятельность. Его приписали к Иоанно-Богословской пу́стыни дворцовой Куньевской волости Московского уезда (ныне — село Богослово на трассе М7). «Строитель» Нектарий с 5-ю монахами переселился в Богослово, предварительно продав за 17 руб. храм в село Покровское священнику Григорию Фадееву, а монастырский колокол за 11 руб. — священнику села Воскресенского Алексею Амбросиеву. В пу́стыни осталось 14 монахов.
Самостоятельность монастырю вернул своим указом «правительствующий Синод» в 1729 г. На место Нектария приехал иеромонах Александр из Антониево-Любецкого монастыря Черниговской губернии. Колокол возвратили в 1735 г., при новом настоятеле Лаврентии, а церковь так и осталась в Покровском — взамен неё на острове возвели новый, каменный, храм. Храм был пятиглав, при нём была построена шатровая колокольня с колоколом и часами с боем. Рядом поставили каменную же церковь во имя Николая Чудотворца — «тёплую», для служб в зимние времена. На воротах пу́стыни выстроили деревянную церковку в честь пророка Илии.
Лаврентий оставался настоятелем обители по 1758 г. — до самой своей кончины — с небольшим перерывом в 1752-54 гг. (настоятель — Иоасаф). Затем строителем был игумен Алимпий, а с 1760 по 1778 г. — старец Клеопа, ученик преподобного Паисия Величковского.
Будучи строителем монастыря, иеромонах Клеопа ввел в пу́стыни строгое общежитие и особый Афонский устав, требовавший от монастырской братии молитвенного подвига. Ища уединённой иноческой жизни, он дважды, в 1765 и в 1770 гг., внезапно покидал обитель, но всякий раз просьбами монахов по возвращении восстанавливался в чине настоятеля. После исчезновения и возвращения 1770 года, некоторое время — до 1773 — пребывал в монастыре рядовым монахом, затем вновь стал его строителем. Почил в Бозе, в полном согласии со своим предсказанием, 9 марта 1778 г., в свой любимый праздник — День памяти сорока мучеников, в Севастийском озере мучившихся.
При Клеопе, в 1768 г., пу́стынь посетил академик П. С. Паллас со своею экспедицией, предпринятой по Высочайшему указу Екатерины II Великой. Об этом событии в его дневнике имеется запись:
Недалеко от Покрова … протекающая река Воля делает залив или озеро с островом, на котором находится Введенская пустыня, имеющая наиприятнейшее положение в свете.

### XIX век
В XIX столетии монастырь прирастал имуществом и богател. Павел I пожаловал пустыни сенные покосы и мельницу на реке Мележе при деревне Новой (ныне — деревня Глазуны Фряновского городского поселения). Мельница сдавалась монахами в аренду и приносила доходу 200 руб. в год. В 1831 г. княгиня Татьяна Михайловна Прозоровская, владевшая селом Ивановским в 7-и км от обители, передала монастырю 20 десятин земли на ближайшем берегу озера:
… пожертвована в вечное монастырское владение болотная, находящаяся на берегу Вятского озера земля …
 На этой территории со временем возвели монастырскую гостиницу со двором, где по обычаю, введённому ещё Клеопой, богомольцы могли бесплатно провести три дня — но не более,— и так же бесплатно столоваться в обители. В 1856 г. эти 20 десятин стали предметом спора между монастырём и ротмистром князем К. Ф. Голицыным, который к тому времени стал владельцем Ивановского и пожелал забрать себе «самовластно присвоенную в пользу Пустыни» землю. Тяжба длилась 5 лет и завершилась 28 октября 1861 г. вердиктом Гражданского суда, по которому спорная земля передавалась «в полное и неотъемлемое владение Введенской островной пустыни без права апелляции со стороны князя Голицына».
В 1876—1878 гг., при настоятеле Иосифе, была перестроена и расширена зимняя церковь святителя Николая Чудотворца. В числе жертвователей на реконструкцию значатся промышленники Морозовы. В 1891—1894 гг. прежний Введенский храм был заменён новым — из красного кирпича — также пятиглавым. Иконостас был посеребрён и позлащён, а соборные стены — расписаны образами «греческого письма». Этому храму досталось пережить в следующем, XX-ом, веке разорение, реконструкцию и новое освящение. При храме поставили колокольню (не сохранилась), по периметру острова возвели кирпичные здания келий, настоятельский корпус и кирпичную же ограду.

### XX век
К началу 1910-х годов монастырь был благополучным: его запасной капитал в 1910 году оценивался в 65 тыс. рублей, пахотной земли в 1911 году было 15 десятин 128 саженей, сенокосной — 23 десятины 230 саженей, лесу — 227 десятин 936 саженей, болота и неугодий — 52 десятин 1152 саженей. Из этого числа в аренду сдавалось 34 десятины 1124 саженей, обрабатывалось собственными силами 8 десятин 1512 саженей. Братии было 30 человек, в обитель тянулись паломники — в 1911 году монастырь отпустил 1500 бесплатных обедов; при обители работала школа (в 1911 году учились 12 мальчиков и 11 девочек).
В 1918 году Свято-Введенский монастырь был закрыт — имущество национализировали. Богослужение в бывших монастырских церквях происходило до 1924 года, хором руководили покровские монахини Екатерина и Евпраския. Остальные островные здания и сама территория острова использовались сначала под дом престарелых и инвалидов, затем — под детский дом. В 1932 году в бывшем монастыре обосновалась женская подростковая колония, с 1935 года переданная в ведение МВД и поменявшая в связи с этим название на «трудовую воспитательную колонию». В 1940 году всю оставшуюся монастырскую собственность перевезли в Покров и начали перестраивать здания. Срубили купола и подкупольные барабаны, во Введенском храме устроили школу для заключённых девиц, а в Никольской церкви — клуб и кинозал.
16 сентября 1991 года исполком Владимирского областного совета народных депутатов принял решение «О передаче в ведение Владимирской епархии зданий храмов и монастырей, расположенных на территории области». На основании этого решения островные храмы были возвращены Церкви, хотя и не сразу — второй этаж Свято-Введенского собора и Никольская церковь отошли монастырю только через три года, в 1994 году. Оба были в непригодном для служб виде: с протёкшими кровлями, без какого-либо ремонта и без куполов — кресты пришлось устанавливать непосредственно на крышах. К этому времени во Введенском соборе на 2-м этаже располагался музей, а на первом — спортзал, мастерские и склад мебели. Никольская церковь оставалась клубом.
6 октября 1993 года указом архиепископа Владимирского и Суздальского Евлогия церковно-приходская община островных храмов была закрыта, и на её месте образована община иноческая — как подворье Муромского Свято-Троицкого Новодевичьего монастыря. Ещё в августе 1993 года из этой обители на остров прибыли первые насельницы, старшей из которых была инокиня Христина. 6 июня 1995 года по постановлению Святейшего синода подворью присвоен статус «женской обители», а Христина, ставшая к этому времени монахиней и принявшая имя Феврония, назначена настоятельницей возрождённого монастыря.
В 2001 году взамен уничтоженной колокольни возвели кирпичную звонницу, которую оснастили вновь отлитыми колоколами. Часть из них сделали в мастерской братьев Шуваловых в Романове-Борисоглебске, а часть — на заводе имени Хруничева.

## Прочие сведения
По свидетельствам очевидцев, передача Никольского храма возрождённому монастырю произошла не вполне обычно. В мае 1994 года будущая игумения Феврония обратилась к директору колонии Карпенко с просьбой о разрешении отслужить в здании храма на территории колонии молебен на день Перенесения мощей святителя Николая в Бари. Директор ответил, что передаёт Никольскую церковь монастырю, ибо во сне к нему пришёл «какой-то седой старичок» и сказал, что храм нужно отдать. Первая служба в Никольской церкви прошла на Рождество Христово 1995 года.

## Список настоятелей
- Сергий, иеромонах — 1710—1713
- Нектарий, иеромонах — 1713—1716
- Александр, иеромонах — 1729—1735
- Лаврентий, иеромонах — 1735—1752
- Иоасаф (Иосиф), игумен — 1752—1754
- Лаврентий, иеромонах — 1754—1758
- Алимпий, иеромонах — 1758—1761
- Клеопа, иеромонах — 1761—1770
- Тимофей — 1770—1773
- Клеопа, иеромонах — 1773—1778
- Паисий, иеромонах — 1778
- Игнатий, иеромонах — 1779—1781
- Спиридон, иеромонах — даты неизвестны
- Дамиан, иеромонах — 1843—1859
- Филарет, иеромонах — 1859—1863
- Герасим, игумен — 1863—1866
- Митрофан — 1866—1876
- Иосиф — 1876—1891
- Сергий (Меморский)[2] — 1895—1898?
- Павел, архимандрит — 1911—1919
- Феврония, игуменья — 1995 — настоящее время[1]